# Плевно
Плевно (пол. Plewno) — село в Польщі, у гміні Буковець Свецького повіту Куявсько-Поморського воєводства.
Населення — 502 особи (2011).
У 1975-1998 роках село належало до Бидгощського воєводства.

## Демографія
Демографічна структура станом на 31 березня 2011 року:
|          | Загалом | Допрацездатний вік | Працездатний вік | Постпрацездатний вік |
| -------- | ------- | ------------------ | ---------------- | -------------------- |
| Чоловіки | 248     | 68                 | 168              | 12                   |
| Жінки    | 254     | 71                 | 146              | 37                   |
| Разом    | 502     | 139                | 314              | 49                   |